# Michel Rouquette (trampoline)
Michel Rouquette, né le 9 novembre 1946 à Paris 14e, est un éducateur et un animateur sportif français qui se distingue particulièrement dans le domaine du haut-niveau du trampoline et des disciplines acrobatiques.

## Biographie
Né le 9 novembre 1946 à Paris, Michel Rouquette y fait ses études à l'école Saint-Roch et fréquente dès l’âge de 10 ans l’association parisienne Saint-Roch Sport où il pratique surtout le football et l'athlétisme. En 1964 il entre à l’Institut national des sports (INS) afin d'y préparer la maîtrise d'éducation physique et sportive (EPS). Il y fait la connaissance de Bernard Ammon et Pierre Blois, professeur à l'École normale supérieure d'éducation physique (ENSEP) qui fondent dès l'année suivante la Fédération française des sports au trampoline (FFST). Simultanément il est suppléant dans le corps des professeurs d'EPS de la ville de Paris.
Par décret du 11 juillet 2025, il est promu au grade de chevalier de la Légion d'honneur.

## Le trampoline
Alors qu’il termine ses études en 1966, il est impressionné par la première tournée organisée par Nissen pour promouvoir en France le trampoline et achète le modèle de démonstration qu’il implante à l'école H.G. Fontaine d’Asnières où il enseigne. Il y créé son premier club, le Kids Trampoline Club où il détecte rapidement Jean-Michel Bataillon  et Gilles Lebris. Dès l'année suivante il crée un second club à Neuilly-sur-Seine avant de faire son service militaire aux Sapeurs pompiers de Paris sans cesser d’entraîner les deux associations. À partir de 1970, Jean-Michel Bataillon est champion du monde catégorie B pour 4 ans et Gilles Lebris le suit sur la seconde marche du podium. En 1971, alors que Pierre Blois créé au sein de la Fédération française de trampoline et de sports acrobatiques (FFTSA) une École française de trampoline, il crée son 3e club avec Jean-Claude Hissbach : Bois-Colombes Sports Trampoline qui ne tarde pas être renforcé par une section Sport-étude au lycée Albert-Camus.

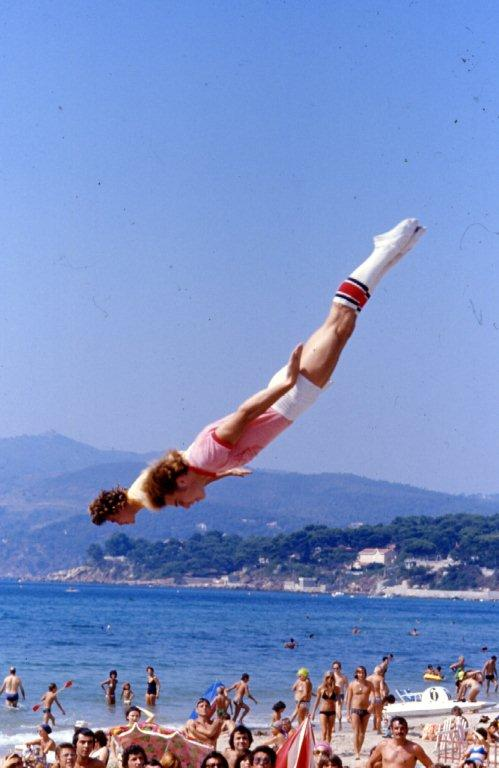
Trampoline synchro plage de La Ciotat.

### Entraîneur national
En 1973, Richard Tison devient champion d'Europe puis champion du monde l’année suivante alors que Michel Rouquette, conseiller technique et pédagogique à la direction régionale jeunesse et sports de Paris est nommé entraîneur national de trampoline. Les succès s’enchaînent : en 1975 l'équipe de France bat celle de l'Union des républiques socialistes soviétiques (URSS) à Bois-Colombes et en 1976 Richard Tison confirme son titre de champion du Monde à Tulsa (États-Unis) qu’il doit cependant partager avec Evgueny Janes (URSS). C’est le début d’une domination française du trampoline mondial qui dure jusqu’aux débuts du XXIe siècle. En 1982 le Centre d'entraînement et de formation au trampoline s'installe au centre régional d'éducation populaire d'Antibes (CREP). Le 1er janvier 1989 Michel Rouquette, qui reste cependant attaché au pôle d’Antibes jusqu’en 1996, laisse les fonctions d'entraîneur national à Franck Bardy alors que Pierre Villien succède à Pierre Blois en qualité de directeur technique national (DTN).

### Palmarès et actions notoires

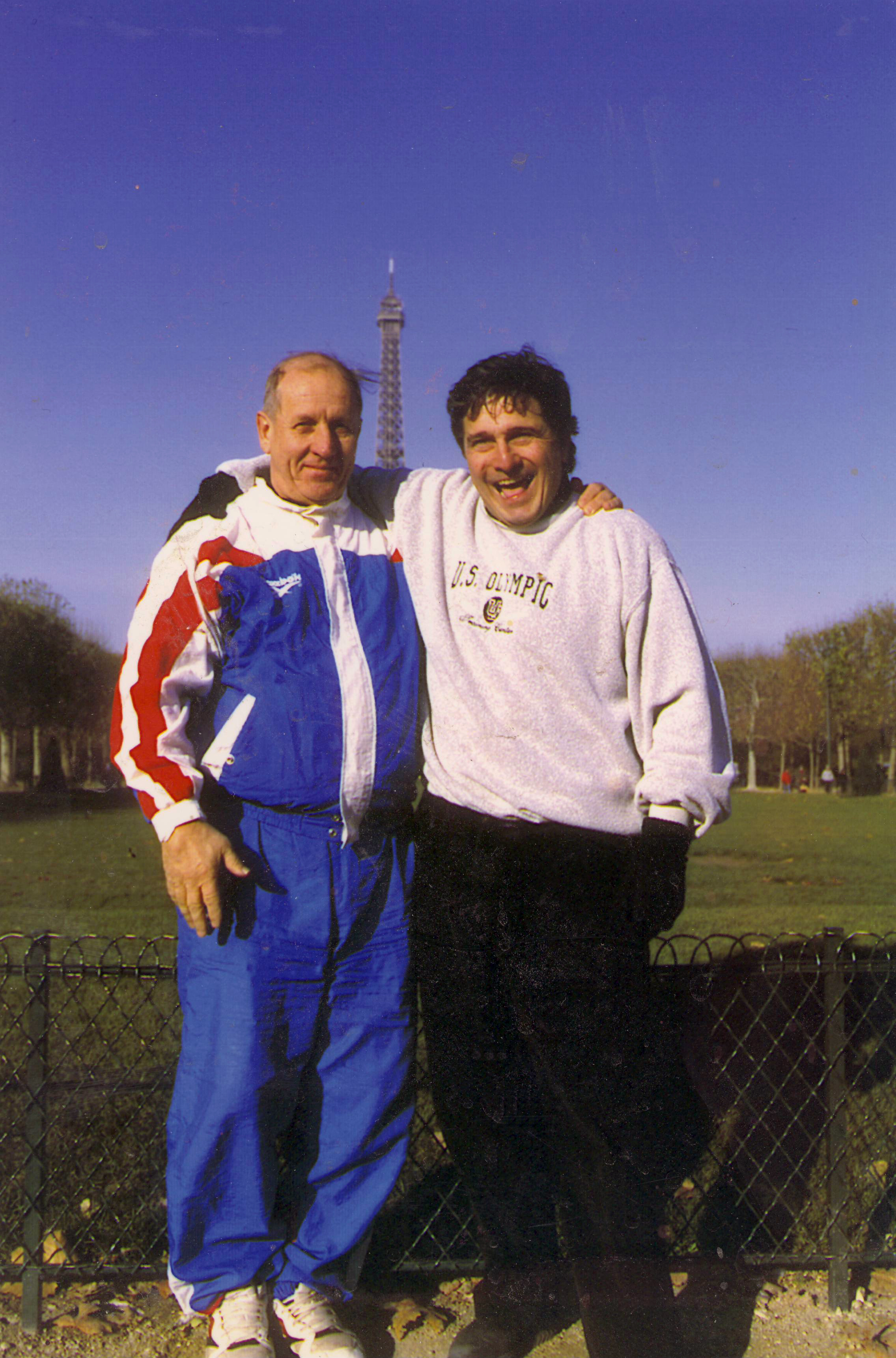
Michel Rouquette et Vitali Doubko entraîneur d'URSS

Dans l’exercice de ses fonctions, Michel Rouquette contribue à 11 médailles d'or obtenues dans les grandes compétitions continentales ou mondiales de la Fédération internationale de trampoline (FIT) : 
- 4 titres européens en trampoline : 3 individuels (1973-1993-1997) et 1 en synchronisé (1997) ;
- 7 titres mondiaux en trampoline : 4 individuels avec Richard Tison (1974 et 1976) et Lionel Pioline (1984 et 1986), 2  par équipe (1982 et 1996) et 1 en synchronisé (1998)[6].

Il seconde également Pierre Blois et Bernard Ammon pour établir des liens entre toutes les fédérations relevant des activités acrobatiques et assure le plus souvent l'animation des évènements :
- création de l'association ACROTRAMP en 1980 afin d'officialiser les relations interfédérales entre Fédération française de gymnastique, plongeon, Fédération française de parachutisme, ski acrobatique, Fédération française des sports de glace et sur le plan international avec la FIT et la Fédération internationale des sports acrobatiques (FISA) pour le tumbling et l'acrosport ;
- organisation des Semaines internationales des sports acrobatiques à Dinard en 1981 puis aux Arcs en Savoie à partir de 1983.

## Le monde du spectacle
En 1975 Michel Rouquette participe au tournage du film L'animal avec Jean-Paul Belmondo. Son intérêt et ses aptitudes pour le monde du spectacle lui fournissent une seconde compétence au sein du spectacle sportif. À partir de 1977 il anime les tournées nationales des plages pour promouvoir le trampoline pendant l’été et dix ans plus tard aux premières Acrofolies à la Pinède de Juan-les-Pins qui se poursuivent en 1990 et 1991 à Antibes. En 1992 il est speaker aux Jeux d’Albertville pour le ski acrobatique, présente la Dream Team de basket (États-Unis) à Monaco et la tournée post-olympique des champions russes après les Jeux de Barcelone.

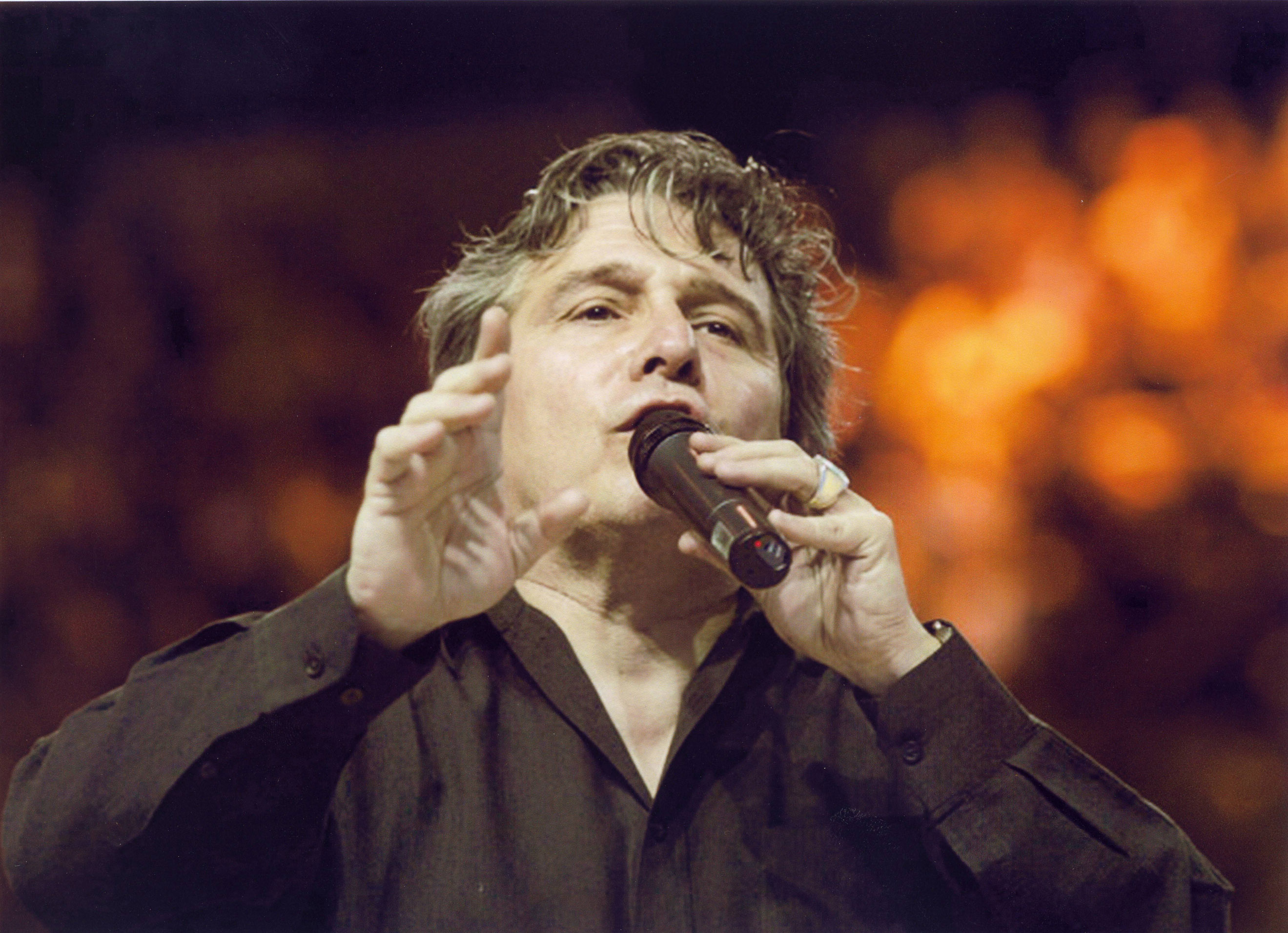
Michel Rouquette présentateur

Cette activité de speaker de grands évènements se poursuit en 1997 avec les championnats du monde de gymnastique de Lausanne où il opère avec accompagnement musical puis avec ceux de patinage artistique de Nice en 2000. En 2004 il présente en français les disciplines acrobatiques aux Jeux d’Athènes, en 2006 la coupe du monde des sports acrobatiques à Évian et en 2007 les championnats d'Europe de gymnastique à Amsterdam. En 2008 il est speaker de langue française aux Jeux de Pékin, en 2010 aux championnats du monde d’aérobic de Rodez, en 2011 à ceux de gymnastique rythmique de Montpellier et l’année suivante, toujours à Montpellier aux championnats d'Europe de gymnastique masculine.

## Élu local

Pays du Haut Rouergue

En 1996, Michel Rouquette quitte Antibes pour l’Aveyron où il reprend immédiatement des activités associatives qui le désignent cinq ans plus tard à la tête de la commune de Lacalm. L’année suivante il est élu au Pays du Haut Rouergue où il se trouve chargé de la communication des 62 communes et des 11 cantons de la communauté de communes. En 2003 il préside la commission tourisme du Syndicat des communes de l'Aubrac aveyronnais et en 2011, année de son départ à la retraite, il devient président d'Aubrac Tourisme et lance Télé Aubrac.

## Distinctions et notoriété
Michel Rouquette est 
- Médaille de la jeunesse, des sports et de l'engagement associatif, or, remise en 1975 par Marceau Crespin,
- Chevalier de l'ordre des Palmes académiques, distinction remise à Rodez en 2008 ;
- prix national du Fair Play 2014.

Il reçoit du Conseil d'État le 4 septembre 2010 la Marianne d'Or en reconnaissance de son action pour l'environnement et le tourisme sur le territoire de l'Aubrac.

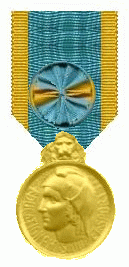
médaille d’or de la jeunesse et des sports
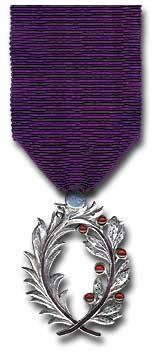
médaille de chevalier de l’ordre des Palmes académiques

Depuis 2005 une salle spécialisée dédiée aux sports acrobatiques porte son nom à Arques et une autre à Antibes en 2015.pour Antibes pas encore (au 03/2017)